# ساحل برده (آفریقای غربی)

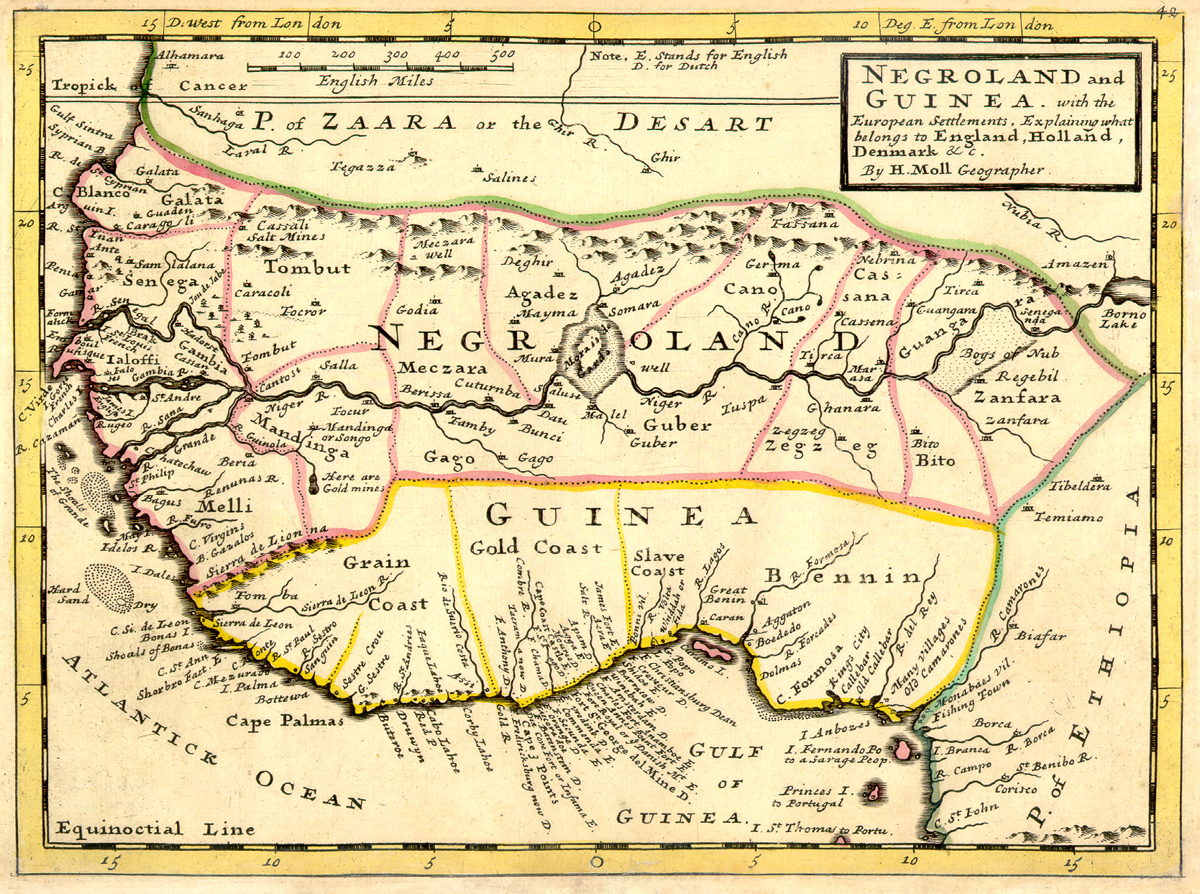
۱۹۷۹ - ساحل برده

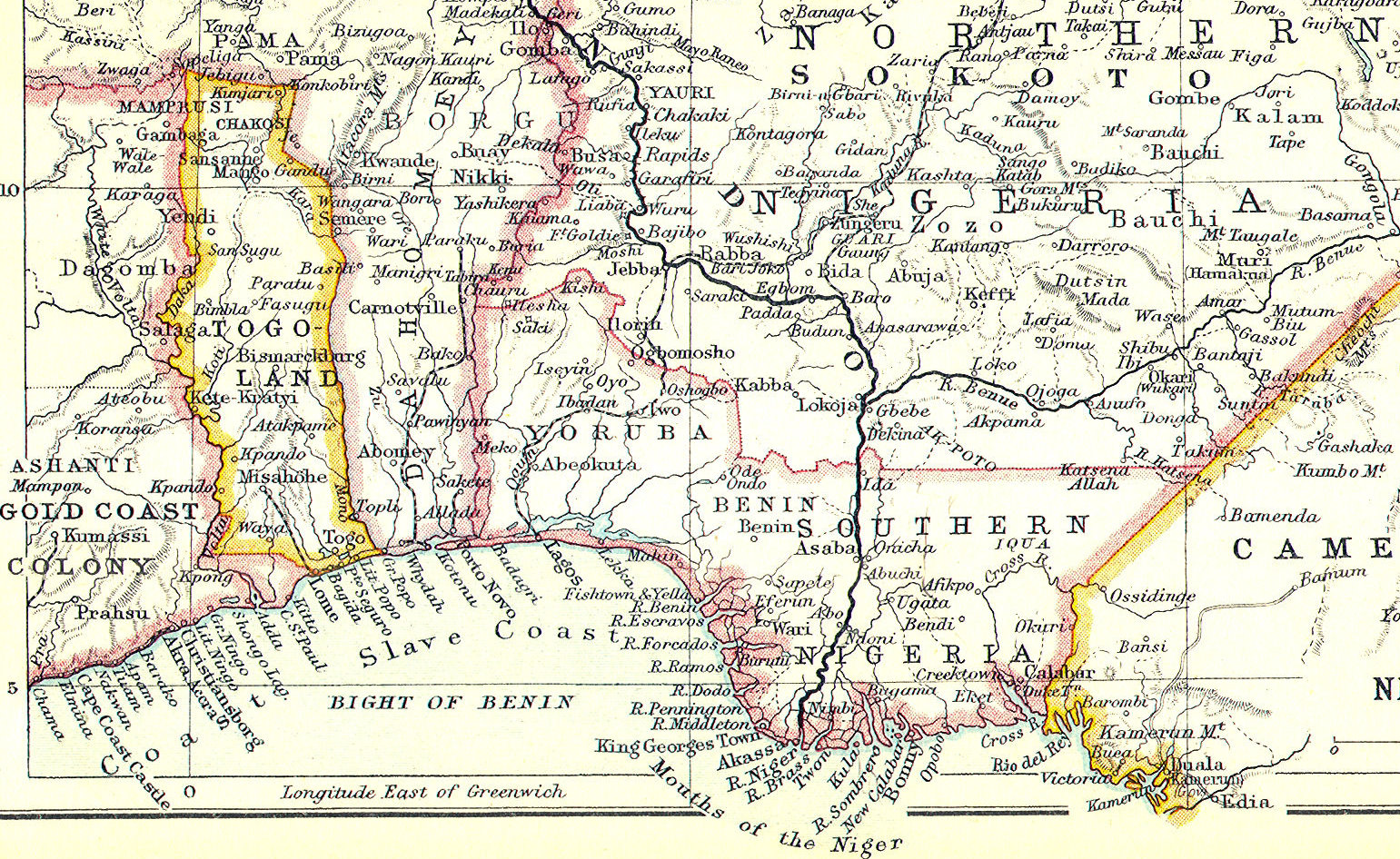
ساحل برده در نقشه ۱۹۱۴

ساحل برده یک نام تاریخی است که قبلاً برای بخش‌هایی از غرب آفریقا ساحلی در امتداد خط مقدم بنین استفاده شده‌است. این نام در تاریخ منطقه به عنوان منبع اصلی بردگان آفریقایی در طول تجارت برده آتلانتیک از اوایل قرن ۱۶ تا اواخر قرن نوزدهم مشتق شده‌است.

## تاریخ
منابع اروپایی شروع به مستندسازی توسعه تجارت در این منطقه و ادغام آن در تجارت برده آتلانتیک در سال ۱۶۷۰ کردند. تجارت برده در قرن‌های هجدهم و نوزدهم چنان گسترده بود که «جامعهٔ اقیانوس اطلس» شکل گرفت. تجارت برده توسط پرتغالی‌ها، هلندی‌ها، فرانسوی‌ها و بریتانیا انجام می‌شد. بردگان به دنیای جدید و بیشتر به برزیل و کارائیب رفتند. بنادری که در آنها بردگان از آفریقا صادر می‌شدند عبارتند از اویده، لاگوس، Aného (کوچک پوپو)، بزرگ پوپو، اگوی، Jakin، پورتو نووو، و Badagry.
محققان تخمین می‌زنند که بین دو تا سه میلیون برده از این منطقه صادر شده و برای تولید کالاهای مانند الکل و تنباکو از آمریکا و پارچه‌های اروپایی استفاده می‌شدند. برآوردهای فعلی این است که حدود ۱۲ میلیون آفریقایی در سراسر ساحل اقیانوس اطلس از غرب آفریقا حمل شدند، اگر چه تعداد برده خریداری شده توسط معامله گران به میزان قابل توجهی بالاتر بود.
این تبادل پیچیده ارتباطات سیاسی و فرهنگی و تجاری بین این سه منطقه را تقویت کرد. مذاهب، سبک‌های معماری، زبان، دانش و دیگر کالاهای جدید در این زمان مخلوط شدند. علاوه بر بردگان، مردان آزاد، از مسیرهای مبادله برای سفر به مکان‌های جدید استفاده می‌کردند و بردگان و مسافران آزاد هر دو در تلفیق فرهنگ‌های اروپایی و آفریقایی کمک کردند. ارتباط در حوزه تجارت بسیار گسترده بود، تا جایی که حتی تک تک بردگان را می‌توانستند ردیابی کنند.
پس از آنکه برده داری توسط کشورهای اروپایی لغو شد، تجارت برده به جای نمایندگان دولت، توسط معامله گران مستقل ادامه یافت.